# Eco Rail
Eco Rail S.A. es una empresa ferroviaria española con sede en La Rinconada, provincia de Sevilla.
Fue fundada el 18 de enero de 2013 como filial del  grupo constructor cordobés Magtel para participar en el transporte ferroviario tras su liberalización. Tras no conseguir adjudicaciones para operar en los tres paquetes ofertados por Adif en los trayectos Madrid-Barcelona; Madrid-Toledo-Sevilla-Málaga; y Madrid-Levante (Valencia y Alicante) en 2019, contrató a dos exdirectivos de Renfe, Abelardo Carrillo y Juan Fernández Álvarez, con el fin de impulsar su negocio ferroviario. A ellos se sumó a finales de 2020, Julio Gómez-Pomar, que fue presidente de Renfe y secretario de Estado de Infraestructuras en la última etapa del Gobierno de Mariano Rajoy, que se convirtió en presidente de la filial de Magtel. En 2021 constituyó, junto a otros dos socios, la sociedad Rail & Truck Strait Union, para la explotación ferroviaria de la autopista ferroviaria entre el puerto de la bahía de Algeciras y la plataforma logística de Zaragoza. En 2023 anunció una alianza con ALSA Rail para presentarse a la segunda etapa de liberalización de los servicios de alta velocidad de transporte ferroviario.
Tiene licencia de empresa operadora ferroviaria de la Agencia Estatal de Seguridad Ferroviaria para mercancías en la Red Ferroviaria de Interés General desde 2013.